# 7.7 cm FK 96
7.7 cm FK 96, полное название 7.7 cm Feldkanone 96 (нем. 7,7-сантиметровое полевое орудие 1896 года) — немецкое 77-миллиметровое полевое орудие времён Первой мировой войны.

## Описание
Орудие FK 96 было дальнейшим развитием орудия FK 73 фирмы Krupp, однако какого-либо улучшения в системе отдачи не было достигнуто. Орудие перестало массово производиться после того, как во Франции на вооружение поступила 75-мм пушка образца 1897 года. Только в 1904 году возобновилось производство похожих орудий: 7.7 cm FK 96 n.A. с сохранившимся стволом от предыдущего образца, которые и стали одними из основных орудий немецкой армии. Образец 1896 года получил маркировку 7.7 cm FK 96 a.A, где a.A расшифровывалось как «alte Art» (с нем. — «старый образец»), а n.A., соответственно, как «neuer Art» (с нем. — «новый образец»). Часть таких орудий старого образца использовалась бурами в годы второй англо-бурской войны 1899—1902 годов.

## Похожие орудия
- Британская 15-фунтовая пушка BL
- C64